# Resolutie 1399 Veiligheidsraad Verenigde Naties
Resolutie 1399 van de Veiligheidsraad van de Verenigde Naties werd unaniem door de
VN-Veiligheidsraad aangenomen op 19 maart 2002.

## Achtergrond
In 1994 braken in de Democratische Republiek Congo etnische onlusten uit die onder meer
werden veroorzaakt door de vluchtelingenstroom uit de buurlanden Rwanda en Burundi.
Tijdens de Eerste Congolese Burgeroorlog In 1997 beëindigden rebellen de lange dictatuur van Mobutu en werd Kabila de nieuwe president.
In 1998 escaleerde de Tweede Congolese Burgeroorlog toen andere rebellen Kabila probeerden te verjagen. Zij zagen zich
gesteund door Rwanda en Oeganda.
Toen hij in 2001 omkwam bij een mislukte staatsgreep werd hij opgevolgd door zijn zoon.
Onder buitenlandse druk werd afgesproken verkiezingen te houden die plaatsvonden in 2006 en gewonnen
werden door Kabila.
Intussen zijn nog steeds rebellen actief in het oosten van Congo en blijft de situatie er gespannen.

## Inhoud

### Waarnemingen
Het staakt-het-vuren dat in het Akkoord van Lusaka was overeengekomen werd al sedert januari
2001 gerespecteerd door de partijen. Verder was ook de inter-Congolese dialoog een essentieel element van het
vredesproces voor de Democratische Republiek Congo.

### Handelingen
De Veiligheidsraad veroordeelde de hervatting van de gevechten in en de inname van Moliro door de rebellengroep
RCD-Goma en eiste dat ze zich onvoorwaardelijk terugtrokken uit
Moliro en ook Pweto. Ook werd er nog eens aan herinnert dat Kisangani moest worden gedemilitariseerd.
Er werd beroep gedaan op Rwanda om druk uit te oefenen op RCD-Goma om deze eisen in te willigen.
Intussen was de MONUC-vredesmissie ingezet in Moliro en Pweto en werden de partijen opgeroepen hun veiligheid
te verzekeren. Alle partijen werden opgeroepen geen provocaties te doen terwijl de inter-Congolese dialoog loopt.
Het belang van die dialoog werd nog eens benadrukt en Congo werd opgeroepen er opnieuw aan deel te nemen.

## Verwante resoluties
- Resolutie 1355 Veiligheidsraad Verenigde Naties (2001)
- Resolutie 1376 Veiligheidsraad Verenigde Naties (2001)
- Resolutie 1417 Veiligheidsraad Verenigde Naties
- Resolutie 1445 Veiligheidsraad Verenigde Naties

Lijst ·  1387 ·  1388 ·  1389 ·  1390 ·  1391 ·  1392 ·  1393 ·  1394 ·  1395 ·  1396 ·  1397 ·  1398 ·  1399 ·  1400 ·  1401 ·  1402 ·  1403 ·  1404 ·  1405 ·  1406 ·  1407 ·  1408 ·  1409 ·  1410 ·  1411 ·  1412 ·  1413 ·  1414 ·  1415 ·  1416 ·  1417 ·  1418 ·  1419 ·  1420 ·  1421 ·  1422 ·  1423 ·  1424 ·  1425 ·  1426 ·  1427 ·  1428 ·  1429 ·  1430 ·  1431 ·  1432 ·  1433 ·  1434 ·  1435 ·  1436 ·  1437 ·  1438 ·  1439 ·  1440 ·  1441 ·  1442 ·  1443 ·  1444 ·  1445 ·  1446 ·  1447 ·  1448 ·  1449 ·  1450 ·  1451 ·  1452 ·  1453 ·  1454